# اصل کران‌داری یکنواخت
در ریاضیات، اصل کران‌داری یکنواخت یا قضیه باناخ-اشتاینهاوس یکی از نتایج بنیادی در آنالیز تابعی است. این قضیه به همراه قضیه هان-باناخ و قضیه نگاشت باز، سنگ بناهای اساسی آنالیز تابعی را تشکیل می‌دهند. اصل کران‌داری یکنواخت، در شکل پایه‌ای خود، بیان می‌دارد که برای خانواده‌ای از عملگرهای خطی پیوسته (در نتیجه عملگرهای کران‌دار) که دامنهٔ آن‌ها فضای باناخ باشد، کران‌داری نقطه‌ای با کرانداری یکنواخت تحت نرم عملگری معادل خواهد شد.
این قضیه نخستین بار در سال ۱۹۲۷ میلادی توسط استفان باناخ و هوگو استین‌هاوس منتشر شد، اما هانس هان نیز به‌طور مستقل آن را اثبات نمود.